# Hotchkiss modèle 1897/1900
 (janvier 2025).
La mise en forme du texte ne suit pas les recommandations de Wikipédia : il faut le « wikifier ».
Les points d'amélioration suivants sont les cas les plus fréquents. Le détail des points à revoir est peut-être précisé sur la page de discussion.
- Les titres sont pré-formatés par le logiciel. Ils ne sont ni en capitales, ni en gras.
- Le texte ne doit pas être écrit en capitales (les noms de famille non plus), ni en gras, ni en italique, ni en « petit »…
- Le gras n'est utilisé que pour surligner le titre de l'article dans l'introduction, une seule fois.
- L'italique est rarement utilisé : mots en langue étrangère, titres d'œuvres, noms de bateaux, etc.
- Les citations ne sont pas en italique mais en corps de texte normal. Elles sont entourées par des guillemets français : « et ».
- Les listes à puces sont à éviter, des paragraphes rédigés étant largement préférés. Les tableaux sont à réserver à la présentation de données structurées (résultats, etc.).
- Les appels de note de bas de page (petits chiffres en exposant, introduits par l'outil «  Source ») sont à placer entre la fin de phrase et le point final[comme ça].
- Les liens internes (vers d'autres articles de Wikipédia) sont à choisir avec parcimonie. Créez des liens vers des articles approfondissant le sujet. Les termes génériques sans rapport avec le sujet sont à éviter, ainsi que les répétitions de liens vers un même terme.
- Les liens externes sont à placer uniquement dans une section « Liens externes », à la fin de l'article. Ces liens sont à choisir avec parcimonie suivant les règles définies. Si un lien sert de source à l'article, son insertion dans le texte est à faire par les notes de bas de page.
- La présentation des références doit suivre les conventions bibliographiques. Il est recommandé d'utiliser les modèles {{Ouvrage}}, {{Chapitre}}, {{Article}}, {{Lien web}} et/ou {{Bibliographie}}. Le mode d'édition visuel peut mettre en forme automatiquement les références.
- Insérer une infobox (cadre d'informations à droite) n'est pas obligatoire pour parachever la mise en page.

Pour une aide détaillée, merci de consulter Aide:Wikification.
Si vous pensez que ces points ont été résolus, vous pouvez retirer ce bandeau et améliorer la mise en forme d'un autre article.

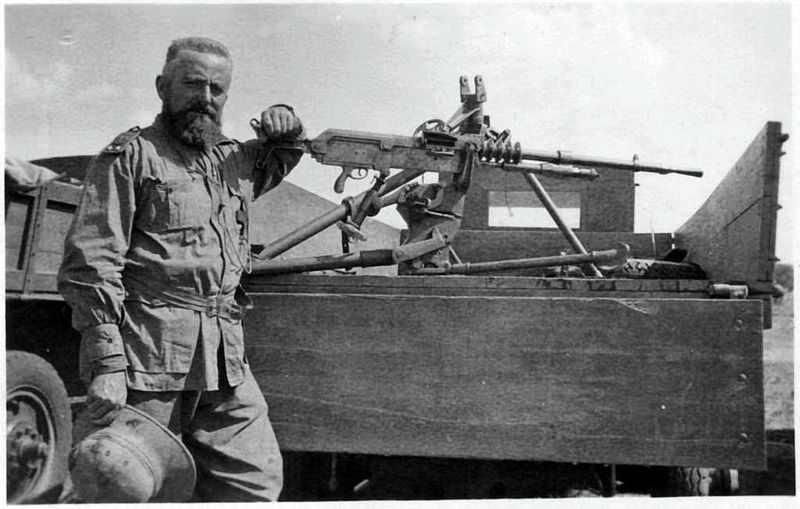
.

La mitrailleuse lourde  Hotckiss Modèle 1897 est la version primitive de la Hotchkiss modèle 1914. La désignation Modèle 1900 a été inventée par des collectionneurs Il en existe des variantes espagnoles, japonaises et norvégiennes.

## Présentation
Le Hotchkiss était basé sur un projet du capitaine baron Adolf Odkolek von Újezd de Vienne , breveté pour la première fois en juillet 1889 et d'autres brevets suivirent dans les années suivantes, testé en 1893 à Saint-Denis , près de Paris. Les brevets avaient été achetés en 1894-1895 par la société Hotchkiss et Compagnie . Benjamin Hotchkiss n'était plus en vie au moment de l'achat, mais le design d'Odkolek fut développé et grandement amélioré sous la direction de Laurence Vincent Benét, fils du général Benét , né aux États-Unis . . Avec quelques modifications utiles, comme l'ajout de cinq anneaux de refroidissement sur le canon, la même conception de base a conduit au Modèle 1900. Ce nouveau Mle 1900 a été testé en 1901 par deux bataillons de chasseurs à pied et en 1903-1904 avec des unités de cavalerie . L'armée française a acheté 50 autres mitrailleuses Hotchkiss en 1906 pour des essais comparatifs, mais a adopté la Puteaux  APX Modèle 1905 plus complexe (améliorée en Saint-Étienne Mle 1907 ) pour équiper l'infanterie en 1907-1909. Néanmoins, 600 mitrailleuses Mle 1900 ont également été achetées par l'armée française pour être utilisées dans les colonies d'outre-mer

## Exportations et utilisation guerrière
Entre  1898 et 1914, un modèle d'exportation fut proposé à la vente internationale par Hotchkiss et vendu au Brésil , au Chili , au Japon , au Mexique , à la Norvège, à la Suède, et au Venezuela cette année-là.

### Versions espagnoles
L'Espagne a acheté la licence de fabrication de la mitrailleuse Hotchkiss modèle 1903, tirant la munition de   7 mm Mauser. Adoptée comme mitrailleuse lourde standard de l'armée espagnole, elle a été construite à la Fabrique d'armes d'Oviedo  et utilisés lors de la Guerre du Rif. Environ  2 000 M1903 étaient en service lorsque la Guerre civile espagnole a éclaté en 1906 et elles ont été largement utilisées par les parties en conflit impliquées. Entre 1936 et 1939, le Camp républicain comme  étaient dotés aussi de mitrailleuses légères Hotckiss M1908 et M1922 (produit sous licence par la Fabrique d'armes de La Corogne depuis 1925 ;  Paris  livrant discrétement en plus  à Madrid des Hotchkiss M1914. Enfin cette mitrailleuse a également été utilisée pendant la guerre d'Ifni en 1957-1958.

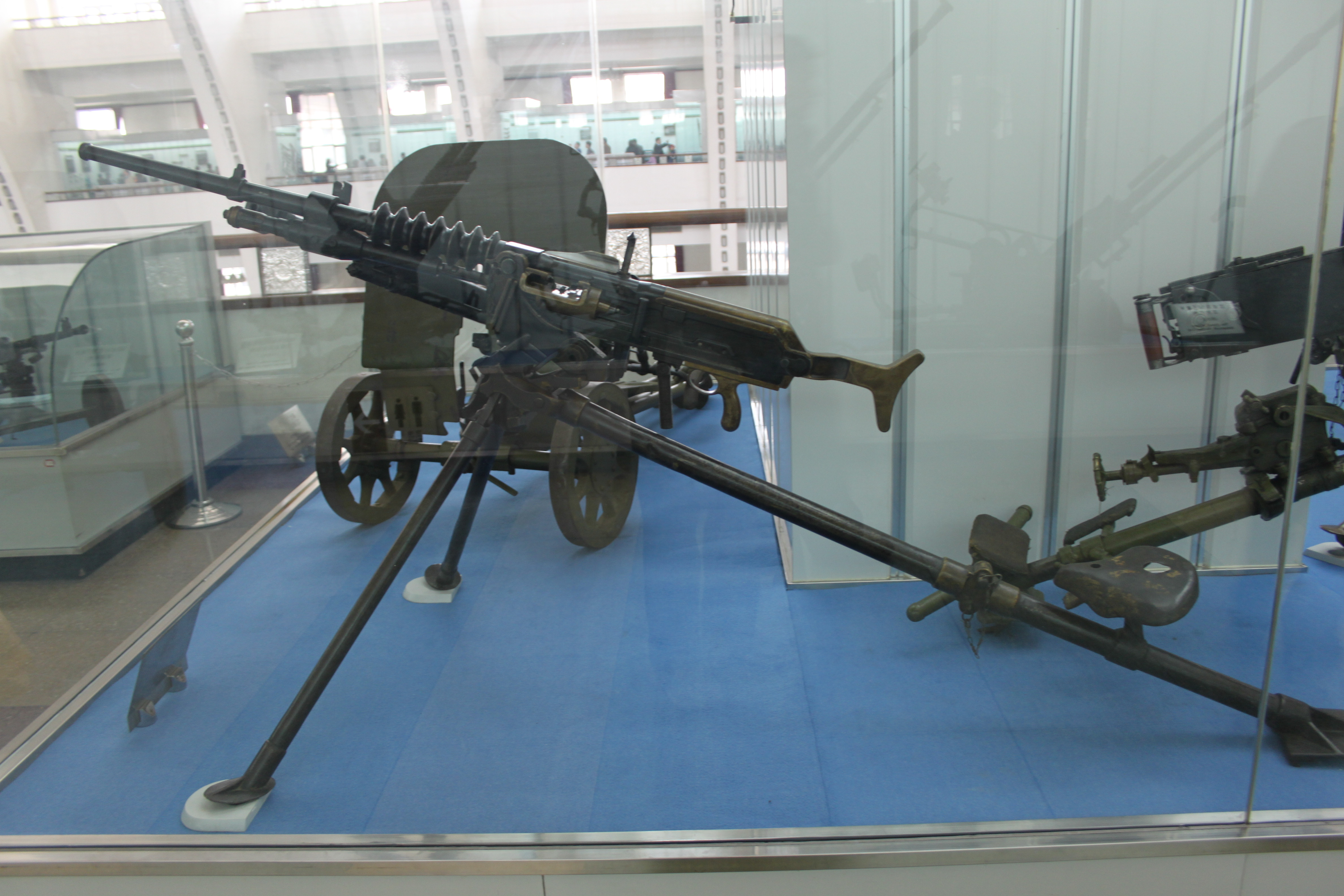
La Mitrailleuse Hotckiss M1900 fut en service dans l'Armée impériale japonaise. Elle fut employée efficacement lors la Guerre russo-japonaise. Durant la Seconde Guerre sino-japonaise, les soldats nippons utilisèrent une version locale simplifiée.

### Versions japonaises
Pendant la révolte des Boxeurs , les forces impériales japonaises ont testé au combat une mitrailleuse française Mle 1897. Le Japon a acquis en 1904 une licence et l'Arsenal de Tokyo a commencé à produire des mitrailleuses Hotchkiss Mle 1897 en calibre  6,5 mm Arizaka sous le nom de Mitrailleuse lourde Type 38. Pendant la guerre russo-japonaise , chaque division japonaise disposait de 24 mitrailleuses Type 38. Étant plus légère que les Maxim russes , la Hotchkiss était performante. La production a évolué pour devenir la mitrailleuse lourde Type 3 en 1914. La mitrailleuse lourde Type 92 , une mitrailleuse Type 3 à plus grande échelle chambrée pour 7,7 mm , était également basée sur la conception de la  Hotchkiss Mle 1900.

### Versions norvégiennes
La Norvège en produit sous licence dans la Fabrique d'armes de Kongsberg à partir de 1899. D'abord la Hotchkiss M/98 (calibre 10,15X61R) en 5 exemplaires entre juillet et octobre 1899 après en avoir reçu 26 de France, puis 169 Hotchkiss M/98 (6,5 mm Mauser) livré du 5 décembre 1899 jusqu'en 1925. En 1900, 30 de ces dernières sont livrés.
Les mitrailleuses n'étaient pas produites sur une chaîne de montage mais par des groupes d'armuriers dirigés par un artisan qualifié.
Après sa campagne de Norvège victorieuse, la Wehrmacht réutilisa les Hotchkiss M/98 norvégiennes sous la nomenclature MG 201 (n).

### Versions néo-zélandaises
En décembre 1899, le gouvernement néo-zélandais reçut quatre mitrailleuses Hotchkiss M1898 de calibre .303 du  , avec leur équipement et leur selle de bât, en cadeau de la WG Armstrong–Elswick Armament Company, accompagnées d'un instructeur expert. La Nouvelle-Zélande accepta de fournir les 40 chevaux et les 30 hommes nécessaires à la constitution de la batterie de mitrailleuses Hotchkiss de Nouvelle-Zélande, qui faisait partie du 2e contingent envoyé en Afrique du Sud en janvier 1900. La batterie de la Seconde Guerre des Boers fut dissoute en juin 1900.

## Sources en langues française
- Lorain, Pierre, « La mitrailleuse en France en 1866-1918 : Première partie », La Gazette des Armes N° 126, février 1984.
- Lorain, Pierre, « La mitrailleuse en France en 1866-1918 : Deuxième partie », La Gazette des Armes N ° 127, mars 1984.